# Antonín Drešl
Antonín Drešl (* 18. září 1934 Žerotín – 20. prosince 1993 Praha) byl československý a český všestranný sportovec, dlouholetý (1964-1978) šéftrenér československé reprezentace ve vzpírání a trenér zlaté generace bohumínských vzpěračů na přelomu šedesátých a sedmdesátých let dvacátého století.
V rodném Žerotíně na Olomoucku začínal v tělocvičně Sokola s gymnastikou a těžkou atletikou – zápasem řecko-římským. Po maturitě na gymnáziu v Uničově odjel v roce 1953 do Prahy absolvovat kurs tělesné výchovy na Tyršův ústav pro tělesnou výchovu a sport (TÚTVS) a po absolvování ročního kursu byl přijat na Institut tělesné výchovy a sportu (ITVS). Na ITVS se specializoval na těžkou atletiku – vzpírání. Jeho zahraničním školitelem byl sovětský vzpěračský trenér Nikolaj Šatov.
Jako těžký atlet se připravoval a závodil za pražský klub DSO Spartak Praha Stalingrad (dnešní TJ Bohemians). Na podzim 1958 narukoval na vojnu na Slovensko do Senice, kde byly po čase vidět výsledky jeho trenérské práce – Dukla Senica soutěžila v 1. vzpěračské lize. Po skončení vojny přijal nabídku vést vzpěračský oddíl při Baníku Ostrava, kde ještě chvíli trenénoval mladého Hanse Zdražilu před ochodem na vojnu. V závěru roku 1963 přijal nabídku vést československou reprezentaci po odvolání Václava Peterky. V roce 1964 připravil k zisku zlaté olympijské medaile Hanse Zdražilu. V roce 1967 přijal zajímavou nabídku vést prvoligový klub TJ ŽD Bohumín. Bohumín od roku 1964 investoval do svého zařízení vzpírárny. V bohumínském klubu hrála vzpěračská sekce významnou roli. V Baníku Ostrava byly požadavky vzpěračů často zamítány – přednost měly hlavně potřeby fotbalového sekce.
Před olympijskou sezonou 1968 chtěl jako reprezentační trenér skončit, cítil se vyčerpaný. Vedení vzpěračského svazu ho však přimělo dokončit čtyřletý olympijský cyklus. Toto rozhodnutí svazu nakonec vedlo k velké krizi československého vzpírání v roce 1969. Drešl jako šéftrenér (ústřední) reprezentace v olympijském roce situaci v týmu po manažerské stránce nezvládl a v únoru 1969 na svoji pozici abdikoval. Svaz pověřil vedením reprezentace Josefa Šrotýře, ale toho odmítalo vojsko uvolnit z armádního klubu Dukla. Po několikaměsíčním odpočinku tak opět vedl československou reprezentaci na říjnovém mistrovství světa a Evropy ve Varšavě.
V roce 1974 přijal nabídku vést nově vzniklé středisko vrcholového sportu federálního ministerstva vnitra (SVS FMV) v Praze. Své pozice šéftrenéra reprezentace se vzdal po domácím mistrovství Evropy v Havířově v roce 1978 ve prospěch svého asistenta Emila Brzósky. Pracoval jako trenér v SVS FMV a částečně se věnoval i funkcionářské práci. Byl prvním kvalifikovaným trenérem, který se začal v druhé polovině osmdesátých let dvacátého století věnovat ženskému vzpírání.
Psychicky náročná práce vedoucího trenéra reprezentace a střediska vrcholového sportu si začala postupně brát svojí daň v jeho zdraví. Existuje zpráva jak mu během mistrovství světa a Evropy v Moskvě v roce 1975 lékař výpravy Jiří Michl na hotelovém pokoji odoperoval nezhoubný nádor v dlani. Zemřel předčasně v roce 1993 v 58 letech.
S jeho trenérkou kariérou jsou významně spojeni tito vzpěrači/ky:
- Hans Zdražila – olympijský vítěz, jejich vztah trenér–sportovec přerostl do osobní roviny starší–mladší bratr (obzvlášť ze strany Zdražily)
- Ondrej Hekel – trojnásobný účastník olympijských her, spolupracovali v reprezentaci i v klubu
- Rudolf Strejček – trojnásobný účastník olympijských her, spolupracovali v reprezentaci i v klubu
- Karel Prohl – účastník olympijských her, spolupracovali v reprezentaci i v klubu
- Vítězslav Ország – účastník olympijských her, spolupracovali v reprezentaci i v klubu
- Soňa Vašíčková – první mezinárodně úspěšná české vzpěračka